# Lucie Škrobáková
Lucie Škrobáková (* 4. Januar 1982 in Hodonín) ist eine tschechische Leichtathletin, die über  60 Meter und 100 Meter Hürdenlauf startet.
Bei den Leichtathletik-Halleneuropameisterschaften 2009 gewann sie die Silbermedaille über 60 m Hürden. Zuvor nahm Škrobáková auch an den Europameisterschaften 2006 und den Olympischen Spielen 2008 teil, wo sie jedoch keinen Erfolg hatte.